# Astrid Lindgren
Astrid Anna Emilia Lindgren (n. 14 noiembrie 1907, Vimmerby, Comitatul Kalmar, Suedia – d. 28 ianuarie 2002, Stockholm, Suedia) a fost o scriitoare suedeză de literatură pentru copii. A scris o serie de cărți populare, Pippi Șosețica (Pippi Långstrump), Frățiorul și Karlsson de pe acoperiș, Ronia, fată de tâlhar, Emil din Lönneberga, Kalle Blomkvist, Prințul Mio și căluțul fermecat, Frații Inimă de leu etc. A obținut premiul Hans Christian Andersen, unul dintre cele mai importante premii pentru scriitori. Cărțile ei s-au vândut în circa 145 milioane de exemplare.